# Macrocneme maja
Macrocneme maja là một loài bướm đêm thuộc phân họ Arctiinae, họ Erebidae.